# Princeton
Princeton er en by i New Jersey, USA, der bl.a. huser Princeton University. Princeton  har 30.681(2020) indbyggere.